# Goliard
Goliard (ze st.franc. goliard – błazen, pasibrzuch) – wędrowny bard w średniowiecznej Francji, Anglii i Niemczech.
Goliardzi recytowali lub śpiewali własne utwory o dość swawolnej biesiadnej treści, nasycone elementami satyry obyczajowej. Byli to najczęściej studenci.